# Chlumetia borbonica
Espèce
Chlumetia borbonica est une espèce de lépidoptères (papillons) de la famille des Euteliidae. Elle est endémique de La Réunion.

## Description
L'imago a une envergure d'environ 22 mm. Les chenilles se nourrissent de Zyzgium cumini (famille des Myrtaceae).